# Glandă saliferă
Glandele salifere numite și glande saline, glande de sare, glande de eliminare a sării sunt organe excretoare de lichide concentrate în săruri la plantele halofite (Plumbaginaceae, Frankeniaceae, Tamaricaceae, Poaceae), păsările marine (glandele nazale) și reptilele marine: glandele nazale la saurieni, glande orbitale la chelonieni (broaște țestoase), glandele sublinguale la ofidieni (șerpi), glandele dispuse pe limbă la crocodilieni și glandele rectale la elasmobranhiate. 

## La păsări
Păsările de mare (rațele marine, pescărușii, pinguinii, albatroșii, furtunarii, cormoranii etc.) ingurgitează apa odată cu hrana, înlocuind-o pe cea pierdută prin excreție. Concentrarea sării de mare în sânge ar putea fi mortală dacă păsările nu ar avea, în afara rinichilor, cu o slabă capacitate de excreție a sării, și un al doilea sistem osmoreglator: câte o glandă de eliminare a sării (glandă nazală) situată deasupra fiecărui ochi, care elimină prin nări un fluid de sare puțin mai concentrat decât apa de mare. Lacrimile secretate de glandele lui Harder (situate înapoia ochilor) ar putea avea un rol asemănător. 